# 上思山桂花
上思山桂花（学名：Bennettiodendron brevipes var. shangsiense）为大风子科山桂花属下的一个变种。